# Kiehimänjoki
Der Kiehimänjoki ist ein Fluss in der finnischen Landschaft Kainuu.
Er bildet den Abfluss des Iijärvi und verlässt diesen an dessen westlichem Ende. Er fließt über eine Strecke von 16 km nach Süden und mündet in Paltamo in den Oulujärvi. Der Kiehimänjoki ist neben dem Kajaaninjoki einer der beiden Hauptzuflüsse des Oulujärvi. Er entwässert einen Bereich nordöstlich des Oulujärvi, der bis nach Kuusamo reicht und Seen wie den Kiantajärvi beinhaltet.